# Heart of Stone (sång av Bucks Fizz)
Heart of Stone är en rocklåt och musiksingel från 1988. Låten spelades från början in av Bucks Fizz men blev mer känd då Cher gjorde en cover av den.